# Jos Van Limbergen
Jos Van Limbergen (Borgerhout, 13 januari 1902 - 25 februari 1975)  was een Belgisch amateur-astronoom, -bioloog en wetenschappelijk publicist. Hij populariseerde de sterrenkunde in Vlaanderen door vele artikels, voordrachten, demonstraties en publicaties.

## Biografie
Na de katholieke humaniora trad hij in dienst bij de marine. Hij toonde vroeg belangstelling voor de sterrenkunde en werd daarin opgeleid door de astronomen Camille Flammarion en Friedrich Simon Archenhold. Hij bekwaamde zich ook in biologie en microscopie.
Jos Van Limbergen was een veelschrijver en publiceerde ook tijdens de Tweede Wereldoorlog werken waarin hij het niet kon nalaten te fulmineren tegen het dialectisch materialisme en waarin hij het katholicisme en de  Vlaamse zaak verdedigde. Na de Tweede Wereldoorlog werd hij dan ook van collaboratie verdacht.
Jos Van Limbergen richtte samen met zijn vrouw Dorothea Smolders in 1934 het populairwetenschappelijk tijdschrift Weetlust op. "Wetenschap voor het volk" noemde hij het. Het eerste nummer verscheen op 1 januari 1934. Na een onderbreking tijdens de oorlog startte hij met nieuw tijdschrift "Natuurwereld" waarvan het eerste nummer verscheen in maart 1950. Jos van Limbergen was hoofdredacteur en schreef zelf hoofdzakelijk over sterrenkunde en ruimtevaart. Onder het pseudoniem Benjamin Gorvels (een anagram) schreef hij tevens artikels over biologie. Na zijn overlijden ging het tijdschrift nog een tijdlang door onder het hoofdredacteurschap van zijn zoon Hugo F. Van Limbergen (tot 1976).
In het begin van de jaren 60 was hij bewust van het belang van de natuurbescherming. Hoewel het hem vooral ging om het beschermen van de Vlaamse natuur met haar Germaans karakter tegen verderfelijke Latijnse (lees Waalse) invloeden.
In de jaren 60 publiceerde hij enkele wetenschappelijke bestsellers die verdeeld werden via het Davidsfonds. In 1970 richtte hij samen met Hendrik Van Gaal in Hove de vzw 'Volkssterrenwacht van Antwerpen' op. Op 31 oktober van dat jaar wordt de Volkssterrenwacht Urania officieel geopend onder peterschap van Van Limbergen.

## Werken

### Benjamin Gorvels
- Sleutel tot de Mikrokosmos, Biokosmos, Antwerpen, 1961

### Jos Van Limbergen
- Van wondere dingen: wetenschappelijke praatjes, J. Houdmond, Brugge, 1929
- Bij Sterrengefonkel, Antwerpen, 1930
- Het Rijk der Sterren, Davidsfonds, Leuven, 1937
- Verklarende en geïllustreerde Wereldatlas : met uitgebreiden tekst, menigvuldige illustraties en wetenschappelijke beschrijvingen, Patria, De Dag, 1938 (ism Walter Joseph Seghers) en Leiden, Leids Dagblad, 1939/1940.
- Inventaris van het Heelal, De Nederlandsche boekhandel, Antwerpen, 1942
- De groote revolutie van Copernicus, Brussel, Steenlandt, 1944
- Het rijk der Zon, Uitgeverij Volk en arbeid, Brussel, 1944
- Vragen aan den Sterrenkundige, Die Keure, Antwerpen, 1944
- De Rode Mars, Biokosmos-collectie nr. 14, Uitgave Gust Janssens, Antwerpen, 1956
- Mensenlot in sterrenglans, Antwerpen, 1957
- Verovering van de Maan, Davidsfonds, Leuven, 1961
- Mensen in het Heelal, Davidsfonds, Leuven, 1963
- Zonden tegen de natuur, Biokosmos, Wilrijk, 1968
- Zonden tegen de mens, Biokosmos, Wilrijk, 1969
- Op andere werelden, Antwerpen, Weetlust-Bibliotheek, jaartal onbekend